# Cupa Ungariei 1943-1944
Cupa Ungariei 1943-1944 (în maghiară Magyar Kupa) a fost cel de-al 21-lea sezon al competiției anuale de fotbal din Ungaria, cu meciuri eliminatorii de fotbal. Este singura dată când o echipă românească a jucat o finală de cupă națională din altă țară.

## Semifinale
- Ferencváros FC - Újpest.

| Club Atletic Cluj           | (2–0) 4-3 | CA Dorog                |
| --------------------------- | --------- | ----------------------- |
| Farkas 16', 17', ?' Bozó ?' | Report    | Turai ?', ?' Pfluger ?' |

## Finala
| Ferencváros FC | 2–2    | Club Atletic Cluj |
| -------------- | ------ | ----------------- |
| Ónodi 6', 52'  | Report | Bonyhádi 53', 72' |

### Rejucarea
| Ferencváros FC            | 3–1    | Club Atletic Cluj |
| ------------------------- | ------ | ----------------- |
| Sárosi 51' Sipos 57', 89' | Report | Bonyhádi 1'       |

| Ferencváros FC : |                  |
|                  |                  |
| P                | Csikós Gyula     |
| F                | Rudas Ferenc     |
| F                | Tátrai Sándor    |
| M                | Nagy András      |
| M                | Kéri Károly      |
| M                | Lakat Károly dr. |
| A                | Sipos Vilmos     |
| A                | Sárosi György    |
| A                | Sárosi Béla      |
| A                | Onódi Béla       |
| A                | Lukács Ede       |
| Antrenor:        | Schaffer Alfréd  |

| Club Atletic Cluj: |                    |
|                    |                    |
| P                  | Márky Sándor       |
| F                  | Szaniszló Zoltán   |
| F                  | Vass Mózes         |
| M                  | Radnai János       |
| M                  | Páll Béla Adalbert |
| M                  | Csákány Jenő       |
| A                  | Farkas Gyula       |
| A                  | Kovács István      |
| A                  | Füstös Antal       |
| A                  | Váczi György       |
| A                  | Bonyhádi Lajos     |
| Antrenor:          | Opata Zoltán       |